# Kevin James

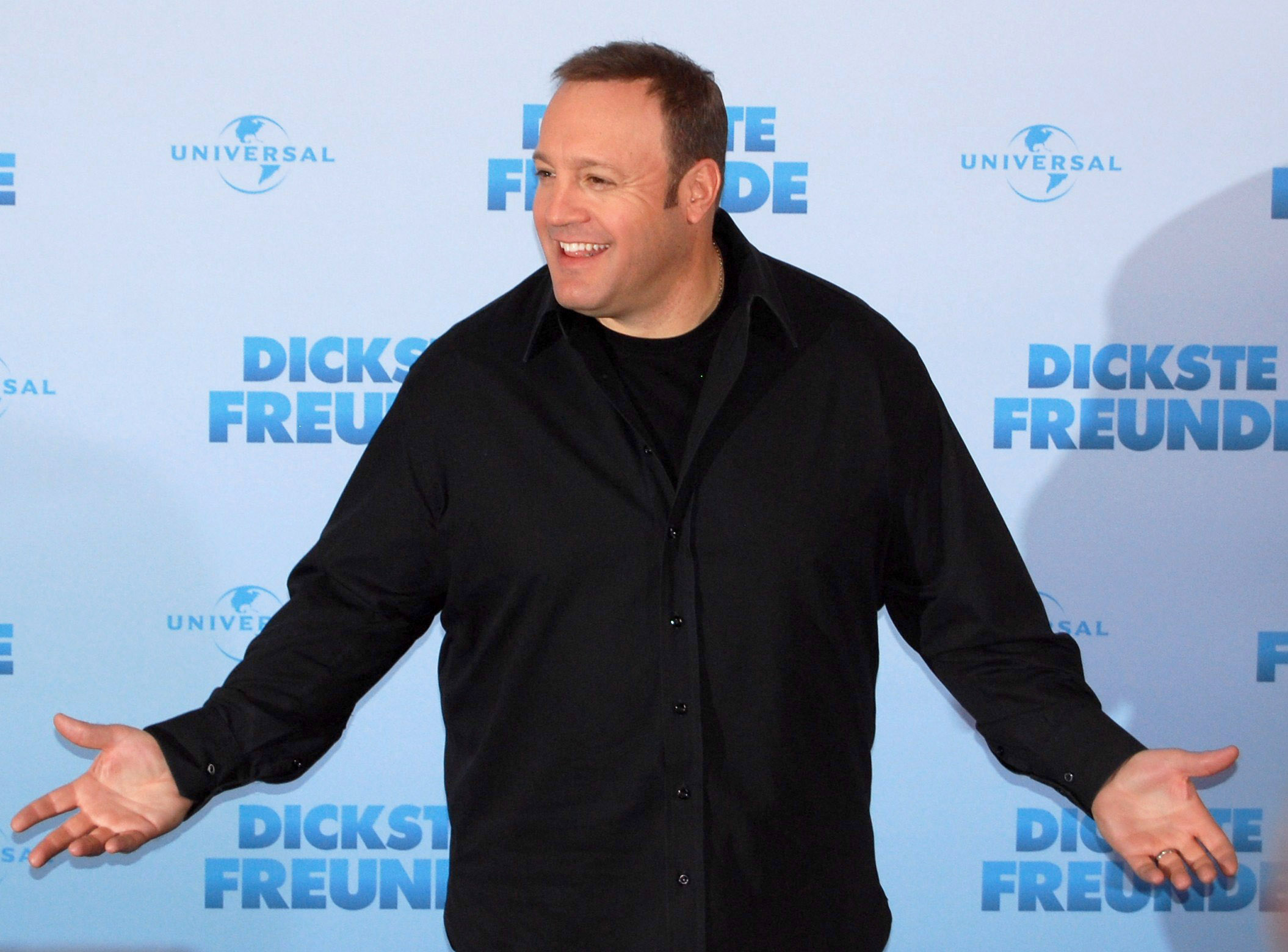
James în 2011

Kevin James (nume la naștere Kevin George Knipfing; n. 26 aprilie 1965, Mineola, New York, Statele Unite) este un actor, comedian, scenarist și producător american. Este cunoscut în special pentru rolul său în The King of Queens (Trăsniții din Queens). Și-a început cariera făcând stand-up comedy, apărând în foarte multe talk-show-uri, inclusiv cele ale lui Jay Leno și David Letterman.
În anul 1989 s-a aflat pe lista celor mai buni 100 de artiști de stand-up comedy și a participat la prestigiosul Festival anual de profil din Montreal. Pentru că este prieten apropiat cu Ray Romano, Kevin James a și regizat împreună cu acesta unele episoade ale serialului. Din 1998 a jucat în propriul serial de comedie, The King of Queens, în care a interpretat un curier. Pentru acest rol a fost nominalizat la premiile Emmy, categoria „Cel mai bun actor într-un rol de comedie”.
A fost și gazda celebrei emisiuni „Camera ascunsă” și a fost, de asemenea, amfitrionul unor evenimente foarte importante pentru copii.

## Filmografie

### Film
| An   | Titlu                                     | Rol                  | Note                       |
| ---- | ----------------------------------------- | -------------------- | -------------------------- |
| 2002 | Pinocchio                                 | Mangiafuoco          | Voce în engleză            |
| 2004 | 50 First Dates                            | Muncitor din fabrică |                            |
| 2005 | Hitch                                     | Albert Brennaman     |                            |
| 2006 | Grilled                                   | Dave                 |                            |
| 2006 | Monster House                             | Officer Landers      | Voce și captura de mișcare |
| 2006 | Barnyard                                  | Otis                 | Voce                       |
| 2007 | I Now Pronounce You Chuck & Larry         | Larry Valentine      |                            |
| 2008 | You Don't Mess with the Zohan             | El însuși            |                            |
| 2009 | Paul Blart: Mall Cop                      | Paul Blart           | Scriitor și producător     |
| 2010 | Grown Ups                                 | Eric Lamonsoff       |                            |
| 2011 | The Dilemma                               | Nick Brannen         |                            |
| 2011 | Zookeeper                                 | Griffin Keyes        | Scriitor și producător     |
| 2012 | Here Comes the Boom                       | Scott Voss           | Scriitor și producător     |
| 2012 | Hotel Transylvania                        | Frankenstein         | Voce                       |
| 2013 | Grown Ups 2                               | Eric Lamonsoff       |                            |
| 2015 | Paul Blart: Mall Cop 2                    | Paul Blart           | Scriitor și producător     |
| 2015 | Little Boy                                | Dr. Fox              |                            |
| 2015 | Pixels                                    | William Cooper       |                            |
| 2015 | Hotel Transylvania 2                      | Frank                | Voce                       |
| 2016 | True Memoirs of an International Assassin | Sam Larson           |                            |
| 2017 | Sandy Wexler                              | Ted Rafferty         |                            |
| 2018 | Hotel Transylvania 3: Summer Vacation     | Frank                | Voce                       |
| TBA  | Hubie Halloween                           |                      | Post-producție             |
| TBA  | Becky                                     | Post-producție       |                            |

### Televiziune
| An            | Titlu                              | Rol                            | Note                                |
| ------------- | ---------------------------------- | ------------------------------ | ----------------------------------- |
| 1996, 1998–99 | Everybody Loves Raymond            | Kevin Daniels / Doug Heffernan | 8 episoade                          |
| 1998–2007     | Trăsniții din Queens               | Doug Heffernan                 | Rol principal (207 de episoade)     |
| 1998          | Cosby                              | Doug Heffernan                 | Episodul: "Judgment Day"            |
| 1999          | Becker                             | Doug Heffernan                 | Episodul: "Drive, They Said"        |
| 1999          | Martial Law                        | Dallas Hampton                 | Episodul: "Nitro Man"               |
| 2001          | Arli$$                             | Kevin                          | Episodul: "Like No Business I Know" |
| 2001          | Kevin James: Sweat The Small Stuff | El însuși                      | Stand-up comedy special             |
| 2015          | Liv & Maddie                       | Mr. Clodfelter                 | Episodul: "Cook-a-Rooney"           |
| 2016–2018     | Kevin Can Wait                     | Kevin Gable                    | Rol principal (48 de episoade)      |